# Enseignement de l'espéranto
Dès son origine, l'apprentissage de l'espéranto se fait en autodidacte. D'ailleurs, le premier ouvrage, publié par Zamenhof en 1887 (Langue Internationale), était une méthode d'apprentissage. Depuis, de nombreuses autres méthodes ont été publiées, ultérieurement accompagnées de cassettes audio ou vidéo, puis de cédéroms et de DVD. À partir des années 2000 des méthodes d'apprentissage en ligne sont apparues sur Internet. Généralement gratuites, ces méthodes remportent un succès grandissant, d'autant que la régularité de la langue, tant pour l'écriture et la prononciation que pour la grammaire, permet d'atteindre rapidement un niveau donnant accès à la pratique. Le temps nécessaire pour atteindre un niveau de maîtrise correspondant à celui du baccalauréat est ainsi réduit à 150 heures pour un francophone.
Les clubs et associations d'espéranto sont un autre vecteur d'apprentissage de l'espéranto. Ils proposent des cours traditionnels et des séances de conversations pour mettre en pratique les notions apprises, notamment pour les autodidactes.
Les possibilités d'apprentissage dans les établissements d'enseignement publics ou privés sont disparates et assez limitées. Lorsqu'ils sont disponibles, les cours d'espéranto relèvent généralement d’options ou de l'enseignement para-scolaire. Un exemple assez typique est la Hongrie, où l'espéranto bien que n'étant pas officiellement enseigné, occupe le troisième rang (après l'anglais et l'allemand, mais devant le français) pour les examens de langues de l'institut des langues étrangères hongrois.

## Livres et méthodes d'apprentissage autodidacte
Différentes méthodes permettent d'acquérir les bases de l'espéranto. L'aspect phonétique de l'espéranto permet d'acquérir une bonne prononciation même sans une pratique immédiate de la langue avec des espérantophones confirmés.
Inspirés par la célèbre méthode Assimil avec L'espéranto sans peine, de nombreuses méthodes pour l'apprentissage en autodidactes sont disponibles. On peut notamment citer le Cours rationnel et complet d'espéranto, dont la première édition a été préfacée par Henri Barbusse, est édité par SAT-Amikaro dans une version actualisée. La dixième édition (2006) est postfacée par Albert Jacquard.
Une autre méthode célèbre est la Zagreba metodo (eo) fondée par des espérantophones croates. Son originalité vient du fait qu'elle se base sur les 500 morphèmes les plus utilisés. Cette méthode a fait l'objet de très nombreuses rééditions et a été adaptée dans plusieurs autres langues. En France, cette méthode a été adaptée sous le titre Metodo 11 et éditée par Espéranto-France. Plus récemment, elle a été adaptée pour un apprentissage en ligne.
Deux méthodes avec supports vidéo sont également disponibles :
- Mazi en Gondolando (eo), éditée par la BBC, destinée aux enfants,
- Pasporto al la tuta mondo, destinée aux jeunes et aux adultes[5].

Il est à noter que les méthodes d'apprentissage en autodidacte sont également utilisables dans des cours traditionnels ou en complément de ceux-ci.

## Cours sur Internet

### Cours multilingues
- Kurso de Esperanto

Programme interactif en 12 leçons, pour débuter ou réviser les bases, en téléchargement gratuit (compatible Windows et GNU/Linux). Le cours propose un service gratuit et facultatif de correcteurs en ligne. Le cours est disponible en une trentaine de langues, à choisir après installation, lors du premier démarrage.
- Lernu!

Plusieurs cours gratuits d'espéranto avec ou sans l'aide de correcteurs, du niveau débutant au niveau B2, avec possibilité de contacts internationaux avec d'autres apprenants, e-magazine pour enfants, etc. Le site est disponible en une trentaine de langues.
- Duolingo

Site Internet proposant l’apprentissage gratuit de nombreuses langues dont l'espéranto. Les leçons sont ludifiées. Le cours d'espéranto pour anglophones a ouvert le 28 mai 2015, pour hispanophones le 26 octobre 2016, pour lusophones le 14 mai 2018, pour francophones le 15 juillet 2020. La version pour sinophones est annoncée pour fin septembre 2020.
- L’espéranto en 12 jours

Version en ligne et pour téléphones de la Zagreba metodo, disponible en plusieurs langues dont le français.
L'association française Espéranto-France a adapté certains de ces cours qu'elle propose sur son site de cours en ligne, avec un cours en dix leçons pour débuter et Gerda malaperis, cours conçu par Claude Piron et adapté à des progressants (niveau A2/B1).

### Cours entièrement en espéranto
- Pasporto al la tuta mondo

Cours en quinze leçons filmées avec acteurs, mis à disposition par la ligue nord-américaine d’espéranto
- Saluton! Esperanto autodidakte[11]
- Edukado

Site destiné aux enseignants, mais également utilisable par les apprenants autodidactes à partir du niveau B2.
Il existe également de nombreuses communautés sur Internet où l'on peut rencontrer d'autres espérantophones et échanger avec eux, notamment les réseaux sociaux : groupes Facebook et Twitter. Si ce genre d'échange nécessite un niveau minimum (il faut connaître au moins les bases), il permet de rapidement progresser en apprenant le « langage de tous les jours ».

## Méthodes directes
La plus célèbre méthode directe est la méthode Cseh mise au point par le hongrois Andreo Cseh dans les années 1920.
Avec une méthode directe, l'enseignant fait son cours directement en espéranto sans s'aider de sa langue nationale, ce qui permet d'organiser des cours en milieu international, avec des apprenants d'origines différentes. Ce type de méthode est couramment utilisée dans les rencontres internationales espérantophones à l'attention des participants novices. Ce genre de méthode demande un fort investissement de l'enseignant car il doit tout expliquer à travers les mots et notions déjà connues, en s'aidant d'images ou en mimant les situations de communication.

## Cours dans des clubs locaux
Des clubs d'espéranto proposent des cours d'espéranto de différents niveaux. Espéranto-France en répertorie une centaine en France dans sa rubrique L’espéranto près de chez vous.

## Stages d'espéranto

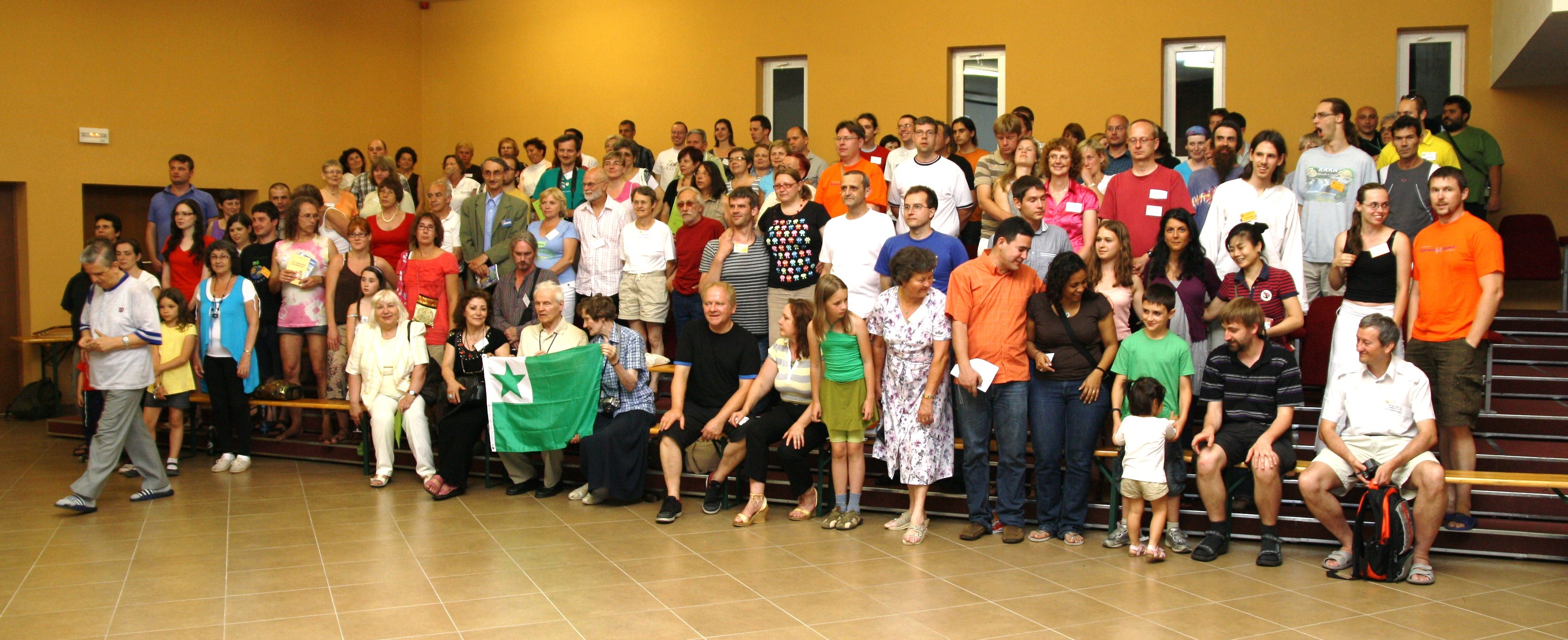
Les participants de l’édition 2010 de SES

Différents centres organisent des stages de fin de semaine ou d'une semaine complète pour apprendre l'espéranto ou se perfectionner. Le concept d'immersion dans une langue permet généralement d'atteindre un bon niveau après une semaine seulement de stage.
Les plus connus en France sont les stages organisés par la maison culturelle de l’espéranto au château de Grésillon et à Kvinpetalo. 
Des rencontres internationales ont également lieu avec comme thème central l’enseignement de l’espéranto, comme la Somera Esperanto-Studado (« étude estivale d’espéranto »)

## Cours dans les écoles, lycées ou universités
En avril 2011, lors de la rencontre d'espéranto IREM 2011 à Sète, les associations Espéranto-France et SAT-Amikaro ont lancé conjointement une action de pétition visant à l'ajout de l'espéranto parmi la liste des langues à option au baccalauréat.
Le 12 avril 2017,  la directrice générale de l’enseignement scolaire précise par une lettre qu’« il est tout à fait possible d’entreprendre, dans les établissements où l’enseignement de l’espéranto pourrait se développer, une démarche expérimentale à l’échelle locale ».
Si l'espéranto ne figure pas parmi les langues enseignées dans le système scolaire français hors de ces expérimentations, il est néanmoins parfois enseigné au sein du programme périscolaire. Les qualités propédeutiques de l'espéranto permettent de faciliter l'apprentissage d'autres langues vivantes et parfois même d'autres matières scolaires.
Par ailleurs, certains établissements d’enseignements supérieurs proposent des modules d’espéranto en fonction de la demande comme le département langues de l’école normale supérieure.

## Tests de niveaux et CECR
Les tests de niveaux en espéranto sont organisés suivants deux filières :
- la filière officielle conforme au CECR
- la filière associative dans le cadre du mouvement espérantophone

Actuellement seul l'institut des langues de l'université Eötvös Loránd (Budapest, Hongrie) délivre des diplômes officiels de connaissance de l'espéranto. Depuis fin 2008, ces diplômes sont basés sur le cadre européen commun de référence pour les langues (CECR) et disponibles dans les niveaux B1, B2 et C1. Près de 2 000 personnes possèdent un tel diplôme à travers le monde : en 2017, environ 570 au niveau B1, 590 au B2 et 820 au C1.

## Troisième conférence mondiale sur l'enseignement de l'espéranto
La troisième conférence mondiale sur l'enseignement de l'espéranto à l'invitation du canton de Neuchâtel s'est tenue à Neuchâtel et à La Chaux-de-Fonds, Suisse, du 13 au 16 mai 2015. Elle a été organisée conjointement par le canton de Neuchâtel et la ligue internationale des enseignants d'espéranto (ILEI).